# Филип-Лорка Ди Корсия
Филип-Лорка Ди Корсия (англ. Philip-Lorca diCorcia; род. 1951, Хартфорд, Коннектикут) — американский фотограф.

## Биография
Филип-Лорка Ди Корсия родился в 1951 году в Хартфорде, Коннектикут, учился в Школе Музея изобразительных искусств (Бостон). Обучался в Йельском университете, где получил степень магистра изобразительных искусств и фотографии в 1979 году. Живёт и работает в Нью-Йорке, преподает в Йельском университете.
Работы Ди Корсия выставлялись на групповых выставках в США и Европе с 1977 года, он участвовал в передвижной выставке «Pleasures and Terrors of Domestic Comfort», организованной Музеем современного искусства в Нью-Йорке в 1991 году. Его работы также были представлены в 1997 году на Биеннале Уитни в Музее Уитни, а в 2003 году на выставке «Cruel and Tender» в Современной галерее Тейт в Лондоне. На следующий год работа Ди Корсия была включена в выставку «Fashioning Fiction in Photography Since 1990» в Музее современного искусства в Нью-Йорке.
Первая персональная выставка Ди Корсия состоялась в 1985 году, с тех пор персональные выставки фотографа прошли во многих странах мира, включая выставки в нью-йоркском Музее современного искусства, парижском Национальном центре фотографии, Whitechapel Art Gallery в Лондоне, Национальном музее Центре искусств королевы Софии в Мадриде; Art Space Ginza в Токио, Музее Шпренгеля в Ганновере.
В марте 2009 года в Галерее David Zwirner в Нью-Йорке прошла выставка тысячи репродукций полароидов Ди Корсия, названная «Тысяча».

## Творчество
Творчество Ди Корсия балансирует где-то между неформальным снимком и качеством постановочной фотографии, композиция которой часто имеет барочную театральность.
Используя тщательно спланированную постановку фотографии, Ди Корсия выносит повседневные события за рамки банальности, пытаясь передать зрителям осведомленность о психологии и эмоциях, содержащихся в реальных жизненных ситуациях. Его работы можно было бы охарактеризовать как документальные фотографии смешанные с вымышленным миром кино и рекламы, которые создают мощные связи между реальностью, фантазией и желанием.
В конце 1970-х годов, в начале карьеры, Ди Корсия снимал друзей и семью в вымышленных интерьерах, которые создавали у зрителей впечатление, что фотографии были спонтанные и являются снимками чьей-то повседневной жизни, когда на самом деле они были тщательно выстроены и спланированы заранее. Позднее он начал фотографировать случайных людей в городских пространствах по всему миру. Находясь в Берлине, Калькутте, Голливуде, Нью-Йорке, Риме и Токио, он часто использовал вспышку или скрытые светильники, чтобы визуально изолировать своих героев от других людей на улице. В начале 1990-х гг. Ди Корсиа нередко ездил в Лос-Анджелес для того чтобы фотографировать проституток и гомосексуалистов находящихся на бульваре Санта-Моника. В этой серии снимков он начал соединение свой ранней концепции постановки с документальным подходом, который по итогу привел его к уличной фотографии. Но в этом жанре так называемые «актеры» понятия не имели о том, что вовлечены в какой-либо «сценарий».
Каждая из его серий, «Hustlers», «Streetwork», «Heads», «A Storybook Life», «Lucky Thirteen», может быть охарактеризована как исследование формальных и концептуальных областей. Кроме семьи, знакомых и случайных людей на улице, Ди Корсия снимал людей, находящихся в центре внимания в силу жизненного выбора, таких, например, как танцоры в его последних сериях.